# Apamea altijuga
Apamea altijuga là một loài bướm đêm trong họ Noctuidae.